# Івона Матковська
Івона Ніна Матковська (пол. Iwona Nina Matkowska; нар. 28 травня 1982, Жари) — польська борчиня вільного стилю, срібна та бронзова призерка чемпіонатів світу, переможець, срібна та триразова бронзова призерка чемпіонатів Європи, бронзова призерка Європейських ігор, дворазова чемпіонка, срібна та бронзова призерка чемпіонатів світу серед військовослужбовців, срібна та бронзова призерка чемпіонатів світу серед студентів, учасниця двох Олімпійських ігор.

## Життєпис
Боротьбою почала займатися з 1993 року. У 1998 році стала срібною призеркою чемпіонату світу серед кадетів. У 2000 році здобула срібну медаль чемпіонату світу серед юніорів та бронзову медаль чемпіонату Європи серед юніорів.
Виступає за борцівський клуб «Агрос» Жари. Тренер — Владислав Стецик (з 2012).

## Спортивні результати на міжнародних змаганнях

### Виступи на Олімпіадах
| Змагання                    | Збірна | Вагова категорія          | Місце |
| --------------------------- | ------ | ------------------------- | ----- |
| Літні Олімпійські ігри 2012 | Польща | жіноча боротьба, до 48 кг | 7     |
| Літні Олімпійські ігри 2016 | Польща | жіноча боротьба, до 48 кг | 7     |

### Виступи на Чемпіонатах світу
| Змагання                        | Збірна | Вагова категорія          | Місце  |
| ------------------------------- | ------ | ------------------------- | ------ |
| Чемпіонат світу з боротьби 2002 | Польща | жіноча боротьба, до 48 кг | 19     |
| Чемпіонат світу з боротьби 2003 | Польща | жіноча боротьба, до 48 кг | 19     |
| Чемпіонат світу з боротьби 2005 | Польща | жіноча боротьба, до 48 кг | 12     |
| Чемпіонат світу з боротьби 2006 | Польща | жіноча боротьба, до 48 кг | Бронза |
| Чемпіонат світу з боротьби 2007 | Польща | жіноча боротьба, до 48 кг | 32     |
| Чемпіонат світу з боротьби 2008 | Польща | жіноча боротьба, до 48 кг | 12     |
| Чемпіонат світу з боротьби 2010 | Польща | жіноча боротьба, до 48 кг | 5      |
| Чемпіонат світу з боротьби 2011 | Польща | жіноча боротьба, до 48 кг | 30     |
| Чемпіонат світу з боротьби 2014 | Польща | жіноча боротьба, до 48 кг | Срібло |
| Чемпіонат світу з боротьби 2015 | Польща | жіноча боротьба, до 48 кг | 12     |
| Чемпіонат світу з боротьби 2018 | Польща | жіноча боротьба, до 50 кг | 17     |
| Чемпіонат світу з боротьби 2019 | Польща | жіноча боротьба, до 50 кг | 17     |

### Виступи на Чемпіонатах Європи
| Змагання                         | Збірна | Вагова категорія          | Місце  |
| -------------------------------- | ------ | ------------------------- | ------ |
| Чемпіонат Європи з боротьби 2002 | Польща | жіноча боротьба, до 48 кг | 4      |
| Чемпіонат Європи з боротьби 2003 | Польща | жіноча боротьба, до 48 кг | 8      |
| Чемпіонат Європи з боротьби 2005 | Польща | жіноча боротьба, до 48 кг | Срібло |
| Чемпіонат Європи з боротьби 2006 | Польща | жіноча боротьба, до 48 кг | 9      |
| Чемпіонат Європи з боротьби 2007 | Польща | жіноча боротьба, до 48 кг | 5      |
| Чемпіонат Європи з боротьби 2008 | Польща | жіноча боротьба, до 48 кг | Бронза |
| Чемпіонат Європи з боротьби 2009 | Польща | жіноча боротьба, до 48 кг | 5      |
| Чемпіонат Європи з боротьби 2010 | Польща | жіноча боротьба, до 48 кг | Бронза |
| Чемпіонат Європи з боротьби 2011 | Польща | жіноча боротьба, до 48 кг | Бронза |
| Чемпіонат Європи з боротьби 2012 | Польща | жіноча боротьба, до 51 кг | Золото |
| Чемпіонат Європи з боротьби 2019 | Польща | жіноча боротьба, до 50 кг | 9      |

### Виступи на Європейських іграх
| Змагання              | Збірна | Вагова категорія          | Місце  |
| --------------------- | ------ | ------------------------- | ------ |
| Європейські ігри 2015 | Польща | жіноча боротьба, до 48 кг | Бронза |

### Виступи на Кубках світу
| Змагання                    | Збірна | Вагова категорія          | Місце |
| --------------------------- | ------ | ------------------------- | ----- |
| Кубок світу з боротьби 2015 | Польща | жіноча боротьба, до 48 кг | 7     |

### Виступи на Чемпіонатах світу серед студентів
| Змагання                                        | Збірна | Вагова категорія          | Місце  |
| ----------------------------------------------- | ------ | ------------------------- | ------ |
| Чемпіонат світу з боротьби серед студентів 2004 | Польща | жіноча боротьба, до 48 кг | Срібло |
| Чемпіонат світу з боротьби серед студентів 2006 | Польща | жіноча боротьба, до 48 кг | Бронза |

### Виступи на Чемпіонатах світу серед військовослужбовців
| Змагання                                                  | Збірна | Вагова категорія          | Місце  |
| --------------------------------------------------------- | ------ | ------------------------- | ------ |
| Чемпіонат світу з боротьби серед військовослужбовців 2010 | Польща | жіноча боротьба, до 48 кг | Золото |
| Чемпіонат світу з боротьби серед військовослужбовців 2014 | Польща | жіноча боротьба, до 48 кг | Золото |
| Чемпіонат світу з боротьби серед військовослужбовців 2016 | Польща | жіноча боротьба, до 53 кг | Срібло |
| Чемпіонат світу з боротьби серед військовослужбовців 2017 | Польща | жіноча боротьба, до 53 кг | Бронза |

### Виступи на Всесвітніх іграх військовослужбовців
| Змагання                                | Збірна | Вагова категорія          | Місце |
| --------------------------------------- | ------ | ------------------------- | ----- |
| Всесвітні ігри військовослужбовців 2019 | Польща | жіноча боротьба, до 50 кг | 5     |

### Виступи на інших змаганнях
| Змагання                                                        | Збірна | Вагова категорія          | Місце  |
| --------------------------------------------------------------- | ------ | ------------------------- | ------ |
| Klippan Lady Open 2002                                          | Польща | жіноча боротьба, до 48 кг | Золото |
| Austrian Ladies Open 2003                                       | Польща | жіноча боротьба, до 48 кг | Срібло |
| Тестовий турнір FILA 2004                                       | Польща | жіноча боротьба, до 48 кг | 10     |
| Klippan Lady Open 2007                                          | Польща | жіноча боротьба, до 48 кг | Срібло |
| Austrian Ladies Open 2008                                       | Польща | жіноча боротьба, до 48 кг | Бронза |
| Олімпійський кваліфікаційний турнір з боротьби 2008 (Едмонтон)  | Польща | жіноча боротьба, до 48 кг | 21     |
| Олімпійський кваліфікаційний турнір з боротьби 2008 (Хапаранда) | Польща | жіноча боротьба, до 48 кг | 5      |
| Klippan Lady Open 2009                                          | Польща | жіноча боротьба, до 48 кг | Золото |
| Klippan Lady Open 2010                                          | Польща | жіноча боротьба, до 48 кг | Золото |
| Золотий Гран-прі з боротьби 2010 (Кліппан )                     | Польща | жіноча боротьба, до 48 кг | Золото |
| Austrian Ladies Open 2010                                       | Польща | жіноча боротьба, до 48 кг | Золото |
| Золотий Гран-прі з боротьби 2010 (Баку)                         | Польща | жіноча боротьба, до 48 кг | 6      |
| Міжнародний меморіал Дейва Шульца 2011                          | Польща | жіноча боротьба, до 48 кг | Золото |
| Гран-прі Туркуена з боротьби 2011                               | Польща | жіноча боротьба, до 48 кг | Золото |
| Klippan Lady Open 2011                                          | Польща | жіноча боротьба, до 48 кг | Срібло |
| Гран-прі Німеччини з боротьби 2011                              | Польща | жіноча боротьба, до 48 кг | Золото |
| Гран-прі Іспанії з боротьби 2011                                | Польща | жіноча боротьба, до 48 кг | Золото |
| Золотий Гран-прі з боротьби 2012 (Кліппан )                     | Польща | жіноча боротьба, до 48 кг | Золото |
| Олімпійський кваліфікаційний турнір з боротьби 2012 (Софія)     | Польща | жіноча боротьба, до 48 кг | Золото |
| Відкритий чемпіонат Польщі з боротьби 2012                      | Польща | жіноча боротьба, до 48 кг | Золото |
| Золотий Гран-прі з боротьби 2012 (Баку)                         | Польща | жіноча боротьба, до 48 кг | 13     |
| Гран-прі Німеччини з боротьби 2014                              | Польща | жіноча боротьба, до 48 кг | 21     |
| Гран-прі Іспанії з боротьби 2014                                | Польща | жіноча боротьба, до 48 кг | Золото |
| Відкритий чемпіонат Польщі з боротьби 2014                      | Польща | жіноча боротьба, до 48 кг | Золото |
| Гран-прі Парижа з боротьби 2015                                 | Польща | жіноча боротьба, до 48 кг | Срібло |
| Klippan Lady Open 2015                                          | Польща | жіноча боротьба, до 48 кг | Бронза |
| Гран-прі Іспанії з боротьби 2015                                | Польща | жіноча боротьба, до 48 кг | 5      |
| Відкритий чемпіонат Польщі з боротьби 2015                      | Польща | жіноча боротьба, до 48 кг | Бронза |
| Золотий Гран-прі з боротьби 2015                                | Польща | жіноча боротьба, до 48 кг | Бронза |
| Гран-прі Парижа з боротьби 2016                                 | Польща | жіноча боротьба, до 48 кг | 7      |
| Klippan Lady Open 2016                                          | Польща | жіноча боротьба, до 48 кг | Бронза |
| Олімпійський кваліфікаційний турнір з боротьби 2016 (Зренянин)  | Польща | жіноча боротьба, до 48 кг | 8      |
| Олімпійський кваліфікаційний турнір з боротьби 2016 (Стамбул)   | Польща | жіноча боротьба, до 48 кг | Срібло |
| Відкритий чемпіонат Польщі з боротьби 2016                      | Польща | жіноча боротьба, до 48 кг | Бронза |
| Відкритий чемпіонат Польщі з боротьби 2018                      | Польща | жіноча боротьба, до 50 кг | 12     |
| Меморіал Іона Корнеану і Ладислава Сімона 2018                  | Польща | жіноча боротьба, до 50 кг | Бронза |
| Klippan Lady Open 2019                                          | Польща | жіноча боротьба, до 50 кг | Бронза |
| Турнір Дана Колова — Николи Петрова 2019                        | Польща | жіноча боротьба, до 50 кг | Золото |
| Київський Міжнародний турнір з боротьби 2019                    | Польща | жіноча боротьба, до 53 кг | 5      |
| Гран-прі Іспанії з боротьби 2019                                | Польща | жіноча боротьба, до 50 кг | Золото |
| Відкритий чемпіонат Польщі з боротьби 2019                      | Польща | жіноча боротьба, до 50 кг | 7      |
| Чемпіонат Польщі з боротьби 2020                                | Польща | жіноча боротьба, до 53 кг | Золото |
| Відкритий чемпіонат Польщі з боротьби 2020                      | Польща | жіноча боротьба, до 50 кг | 7      |
| Олімпійський кваліфікаційний турнір з боротьби 2021             | Польща | жіноча боротьба, до 50 кг | Бронза |

### Виступи на змаганнях молодших вікових груп
| Змагання                                       | Збірна | Вагова категорія          | Місце  |
| ---------------------------------------------- | ------ | ------------------------- | ------ |
| Чемпіонат світу з боротьби серед кадетів 1998  | Польща | жіноча боротьба, до 52 кг | Срібло |
| Чемпіонат світу з боротьби серед кадетів 1999  | Польща | жіноча боротьба, до 56 кг | 11     |
| Чемпіонат Європи з боротьби серед юніорів 2000 | Польща | жіноча боротьба, до 50 кг | Бронза |
| Чемпіонат світу з боротьби серед юніорів 2000  | Польща | жіноча боротьба, до 50 кг | Срібло |
| Чемпіонат світу з боротьби серед юніорів 2001  | Польща | жіноча боротьба, до 50 кг | 4      |
| Чемпіонат Європи з боротьби серед юніорів 2002 | Польща | жіноча боротьба, до 50 кг | 4      |